# Solunar
Solunarul este un concept folosit în pescuit și vânătoare, bazat pe ideea că activitatea animalelor și a peștilor este influențată de ciclurile lunii și soarelui. Pe baza solunarului se poate determina un calendar solunar ce este utilizat pentru a determina momentele optime pentru activitățile de pescuit și vânătoare, presupunând că există perioade specifice în care fauna este mai activă.

## Istoric și Principii
Ideea calendarului solunar a fost popularizată în anii 1930 de către John Alden Knight, care a creat teoria solunarului în care a postulat că activitatea animalelor nu este doar aleatorie, ci poate fi prezisă pe baza pozițiilor relative ale lunii și soarelui. Knight a identificat perioade „majore” și „minore” de activitate, bazându-se pe tranzitul lunar (momentul când luna este direct deasupra sau direct sub un punct geografic) și pe răsăritul/apusul lunii. Perioadele majore sunt considerate a avea o durată mai lungă și o intensitate mai mare în activitatea faunei, în timp ce perioadele minore sunt mai scurte.

## Știință și Dezbateri
Există o bază științifică care susține că pozițiile lunii și soarelui pot influența comportamentul animalelor, cum ar fi ciclurile de reproducere și migrație. Cu toate acestea, aplicabilitatea și eficacitatea calendarului solunar în pescuit și vânătoare sunt subiecte de dezbatere. Knight a recunoscut că și alți factori, precum condițiile meteorologice și locația geografică, joacă un rol important în activitatea animalelor.
În concluzie, deși calendarul solunar este un instrument popular printre pescari și vânători, eficacitatea sa practică și acceptarea științifică rămân discutabile, cu argumente atât pro cât și contra.